# Berta Bonardi
Berta Celeste Bonardi (* 21. Juni 1995) ist eine argentinische Tennisspielerin.

## Karriere
Bonardi spielt überwiegend ITF-Turniere. Auf der ITF Women’s World Tennis Tour hat sie bislang einen Titel im Doppel gewonnen.
2021 gewann Berta Bonardi die Freiburger Stadtmeisterschaft.
2022 erreichte sie als Lucky Loser das Hauptfeld der mit 25.000 US-Dollar dotierten Swiss Tennis International Tour, wo sie aber bereits in der ersten Runde gegen die mit einer Wildcard gestartete Schweizerin Karolina Kozakova mit 3:6 und 3:6 verlor. Bei den Tennis International Darmstadt erreichte sie mit einem 6:4 und 6:3 Erstrundensieg gegen Matilda Mutavdzic das Achtelfinale, wo sie dann aber gegen Carole Monnet mit 3:6 und 1:6 verlor. Beim BMW AHG Cup erreichte sie ebenfalls das Achtelfinale mit einem 5:7, 7:5 und 6:4 Sieg über Mona Barthel. Im Achtelfinale unterlag sie dann Jekaterina Makarowa mit 3:6 und 3:6.

## Turniersiege

### Doppel
| Nr. | Datum           | Turnier  | Kategorie | Belag | Partnerin       | Finalgegnerin                            | Ergebnis          |
| --- | --------------- | -------- | --------- | ----- | --------------- | ---------------------------------------- | ----------------- |
| 1.  | 8. Oktober 2022 | Eldorado | ITF W15   | Sand  | Tiziana Rossini | Marian Gomez Pezuela Cano Luciana Moyano | 7:63, 4:6, [10:7] |